# Scott Boland
Scott Michael Boland (* 11. April 1989 in Mordialloc, Australien) ist ein australischer Cricketspieler, der seit 2016 für die australische Nationalmannschaft spielt.

## Aktive Karriere
Boland gab sein Debüt für Victoria im Sheffield Shield 2011/12. Jedoch konnte er sich dort nur langsam etablieren, so dass er erst ab der Saison 2013/14 dort eine wichtige Rolle spielte. Nachdem er in der Saison 2015/16 sieben Wickets gegen Western Australia, wurden die Selektoren auf ihn Aufmerksam. Daraufhin wurde er für die Test-Serie gegen die West Indies nominiert, kam jedoch nicht zum Einsatz. Sein Debüt erfolgte dann im Januar 2016 gegen Indien in den ODIs und Twenty20s. In Sri Lanka konnte er im September dann 3 Wickets für 26 Runs in den Twenty20s erreichen, bevor ihm in der ODI-Serie in Südafrika ebenfalls drei Wickets (3/67) gelangen. Jedoch konnte er sich daraufhin nicht im Team etablieren und fiel aus dem Kader der Nationalmannschaft. Beim Saison 2018/19 wurde er als Spieler der Saison ausgezeichnet und empfahl sich so für den Test-Kader. Nachdem er auch in der Folge gute Leistungen gezeigt hatte, wurde er in der Ashes Tour 2021/22 für die Test-Serie nominiert. Bei seinem Debüt erzielte er dann 6 Wickets für 7 Runs und wurde als Spieler des Spiels ausgezeichnet. In seinem zweiten Spiel erreichte er dann sieben Wickets (4/36 und 3/30). Bei abschließenden fünften Test erreichte er dann noch einmal 3 Wickets für 18 Runs. Nachdem sich Pat Cummins verletzte kam er im Dezember wieder ins Team für den zweiten Test gegen die West Indies und erreichte dort 3 Wickets für 16 Runs. In der Folge konkurrierte er mit Josh Hazlewood um den Platz im Team und erhielt nur vereinzelte Einsätze.